# Bob Burman
Pour les articles homonymes, voir Burmann.
Robert R. "Bob" Burman, dit Wild Bob ou encore The Speed King of the World, né le 23 avril 1884 à Imlay City (Michigan) et mort le 8 avril 1916 à Corona (Californie) presque à l'âge de 32 ans, était un pilote automobile américain, sur pistes en bois et en briques. Il habitait à Détroit.

## Biographie
Il quitta sa ferme natale à l'âge de 17 ans, pour aller travailler à la concession Buick de Jackson (Michigan) comme peintre en carrosserie et mécanicien, avant d'y devenit l'essayeur en chef des modèles sur la route.
Il disputa sa première course en 1906, sur un 50 miles à Grosse Point, en battant alors Barney Oldfield -qui allait devenir son ami- et Henry Ford.
Il participa à 41 courses de l'AAA entre 1909 et 1915 (6 victoires, dont 3 avec Peugeot, ces compétitions n'étant comptabilisées en American Championship car racing qu'en 1916 pour les années 1910), évoluant initialement sur Buick en 1909 et 1910 avec alors Louis Chevrolet et son frère Arthur pour équipiers (puis alternativement sur Benz, Marmon, Cutting, Ketton et Wisconsin, de la mi-1911 à la mi-1914). Il était toujours de sombre vêtu.
Il effectua le Grand Prix des États-Unis à quatre reprises, en 1908 (première édition), 1910 (classé troisième, sur Marquette-Buick), 1911 et 1912. 
Il disputa les 500 miles d'Indianapolis 5 fois, de 1911 (première édition, alors pour le promoteur de courses Ernest Moross) à 1915, obtenant une sixième place en 1915 avec la Peugeot L56, voiture qu'il pilota de la mi-1914 à 1916 (pour une seule course cette année-là, fatale).
En 1912, il gagne 43 des 53 courses où il est engagé, finissant encore deuxième 8 fois, essentiellement sur des pistes en dur.
Il permit en 1915 au motoriste Harry Arminius Miller et à son employé -d'alors- Fred Offenhauser de découvrir les secrets du moteur de la L76 victorieuse à l'Indy 500. Le moteur Miller domina ainsi par la suite les courses américaines pendant la majeure partie des années 1920.
Il eut un accident mortel sur le Grand Avenue Boulevard de Corona durant la première course AAA de la saison 1916, longue de 276,8 miles avec la L56 à cockpit ouvert, (voiture achetée à Jules Goux par Louis C. Erbes pour Bob Burman) au 97e tour de piste alors qu'il était en deuxième position alors qu'éclate l'un de ses pneus à cause d'un clou sur la piste. Trois spectateurs furent tués, et quatre autres sérieusement blessés. Son mécanicien Eric Schrader (ou Erie Schroeder, selon les quotidiens de l'époque) de Chicago mourut également, ainsi qu'un gardien de la piste. Burmann mourut à son admission à l'hôpital de Riverside.
Burman était un ami personnel de Oldfield et Miller, qui conçurent alors la Golden Submarine (en), une monoplace à l'habitacle renforcé par une cage métallique. 
Beaucoup plus récemment, le département des transports du Wyoming a établi un programme d'éducation en matière de sécurité routière reprenant la photo de Bob Burmann, pour inciter la conducteurs à attacher leur ceinture de sécurité.
Un petit mémorial a été construit sur les lieux de son accident. Il est enterré au cimetière d'Imlay.

## Palmarès
- 1907 : 24 heures de Maxwelton à Saint-Louis (MO), à 23 ans sur Jackson 50HP avec Ernest Kelly, dit Claps[4] (en conduisant personnellement durant plus de 22 heures, d'où son surnom).
- 1908 : Garden City Sweepstakes (187 miles à Long Island).
- 1909 : Mardi Gras Festival (100 miles à La Nouvelle-Orléans) et Colombus (100 miles).
- 1909 (AAA) : Indianapolis course 1 et Lowell course 1.
- 1910 (AAA) : Indianapolis course 4.
- 1911 : Prest-O-Lite Trophy (en), également sur Buick (250 miles).
- 1914 (AAA) : Kalamazoo (avec la Peugeot L76).
- 1915 (AAA) : Oklahoma City, et Burlington (100 miles au Tri-State Fairgrounds, en battant alors les trois Duesenberg officielles) (avec la Peugeot L76).
- 1916 : course sur route de San Diego (avec la Peugeot L76). 
  - 1907 : troisième des premières 24 Heures de Brighton Beach, sur Jackson 40 avec Harry Cobe (le vainqueur de l'année suivante).

## Records de vitesse
- 1911 (23 avril): record du kilomètre, ainsi que 228,1 km/h sur le mile à Daytona Beach, avec la Blitzen-Benz 200HP d'Oldfield[5], battant ainsi l'officieux record air-terre-mer de Glenn Curtiss établi en 1907 sur sa moto Curtiss V-8 motorcycle (en)[6], une performance qui devait tenir durant près de 7 ans et demi, jusqu'à Ralph DePalma en 1919 (non reconnue par l'AIACR., alors que Victor Hémery le 8 novembre 1909 avait battu le record du monde de vitesse terrestre avec 202,648 km/h déjà sur une Blitzen-Benz 200HP, premier homme à franchir le mur des 200 km/h, dès son demi mile à 205,666 km/h. Le record ne fut officiellement battu que le 24 juin 1914, par Lydston G. Hornsted encore avec une Blitzen-Benz 200HP). Par la même occasion Burmann bat le record des deux miles (à près de 227 km/h) toujours à Ormond Beach;
- 1912 (7 septembre): des records avec la Blitzen-Benz 200HP, lors d'une épreuve sur la plage de  Brighton à Brooklyn;
- 1916: à sa mort, il détient 6 records sur piste en dur (ovales), ceux des 10, 15, 20, 25, 50 et 75 miles, obtenus lors de courses souvent remportées.

## Distinction
- National Sprint Car Hall of Fame, en 2011.

## Galerie d'images
La Blitzen-Benz 200PS de Bob Burman en 1909 (exposée au musée Mercedes-Benz):
Images chronologiques:

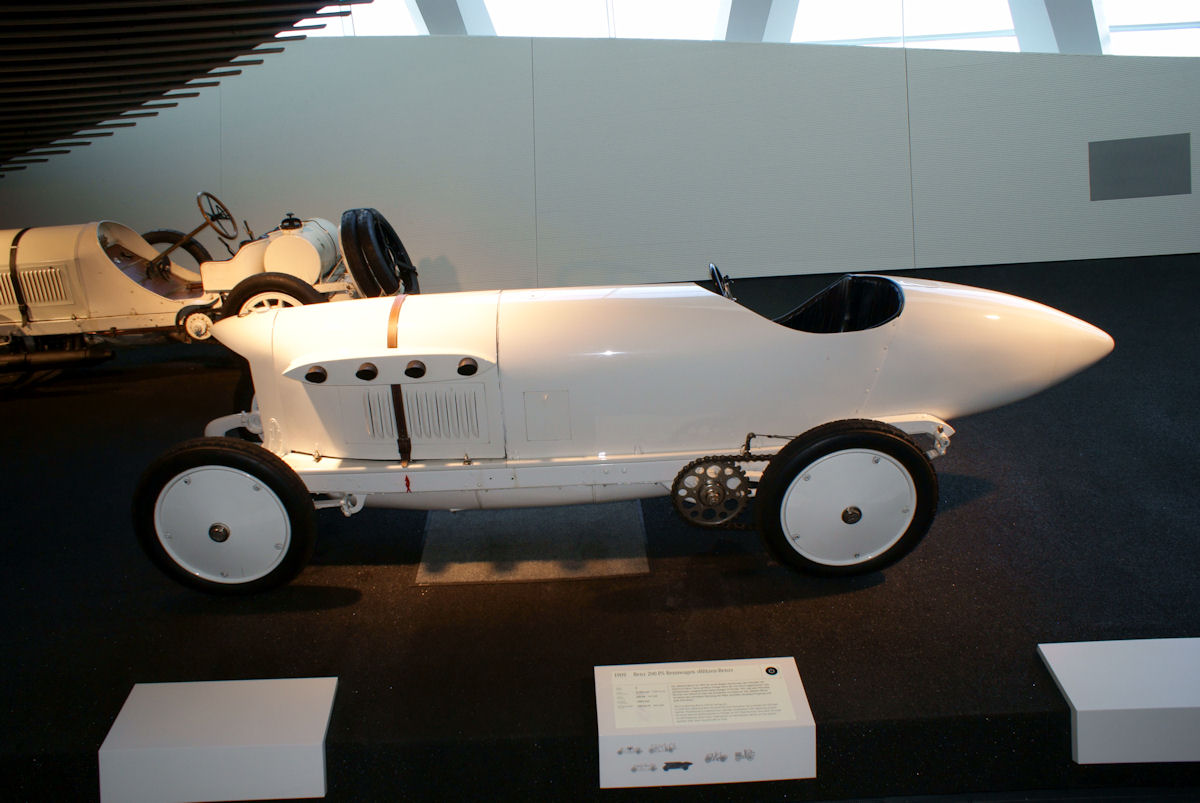
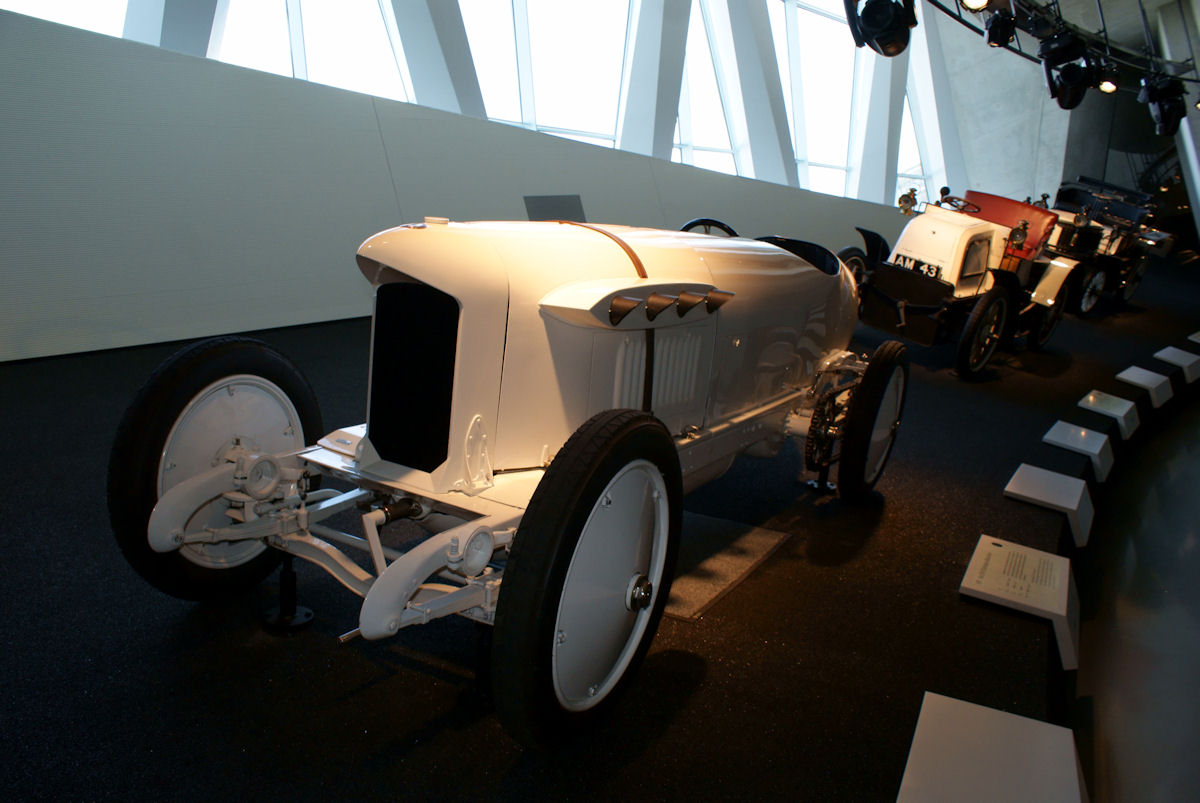
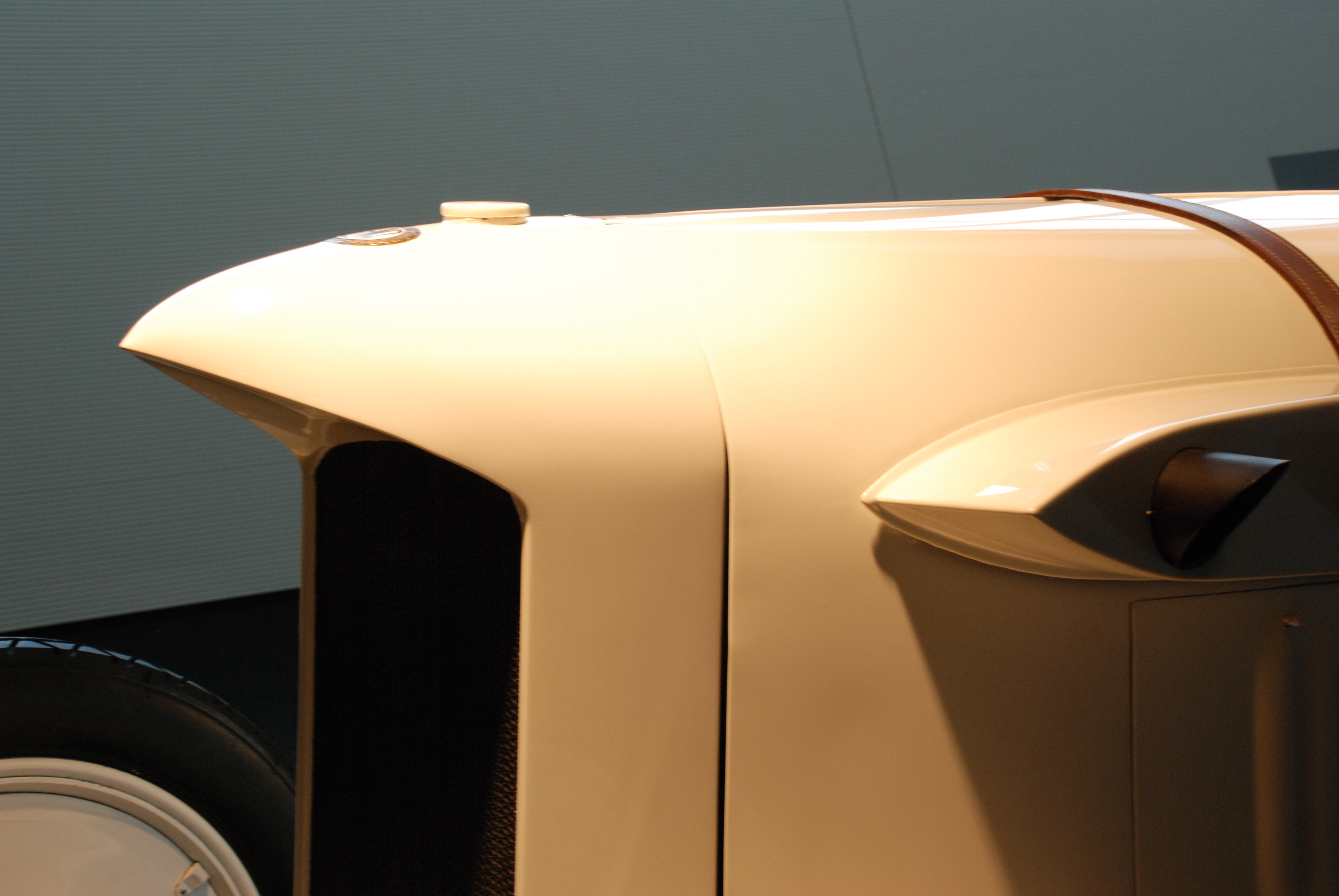
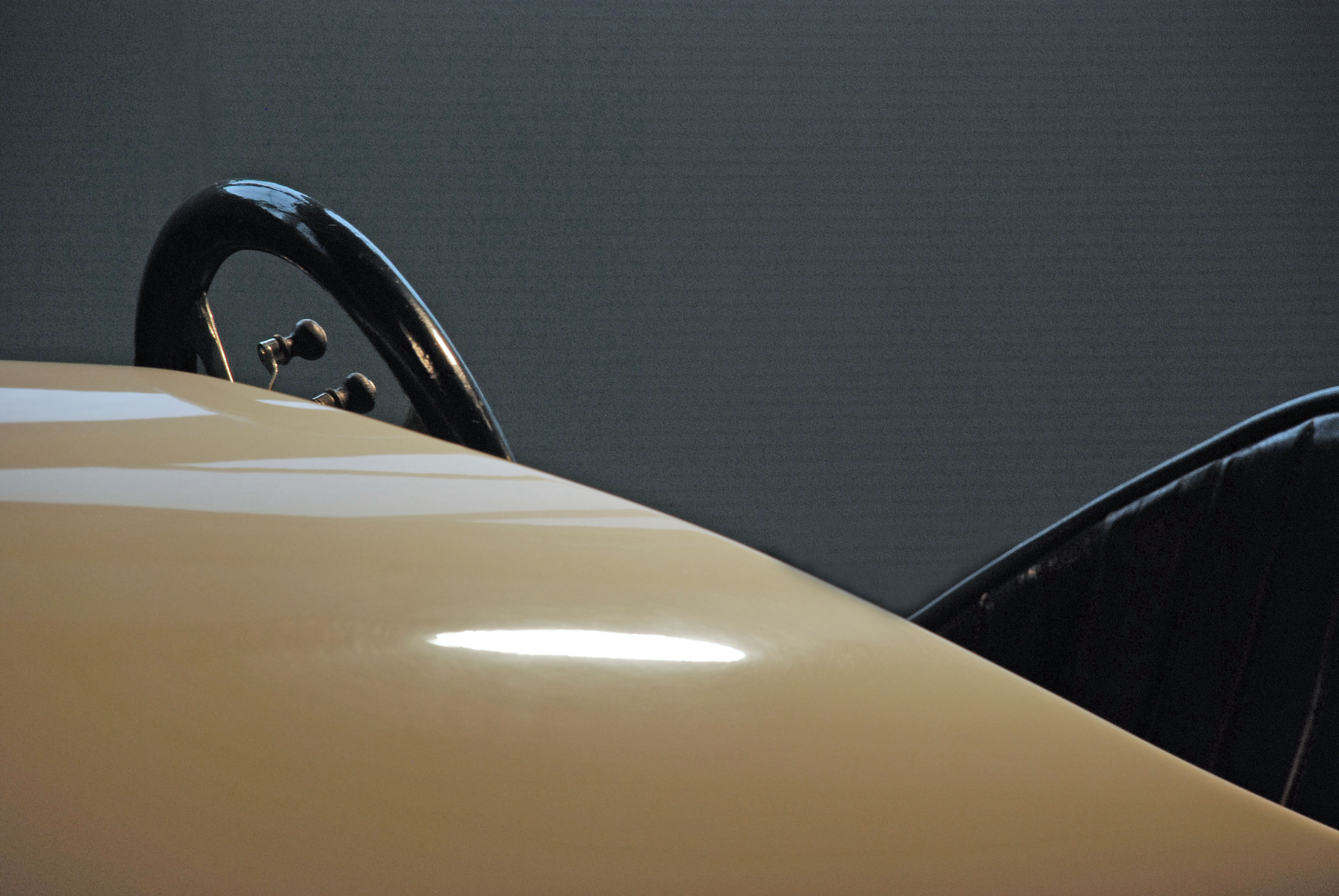
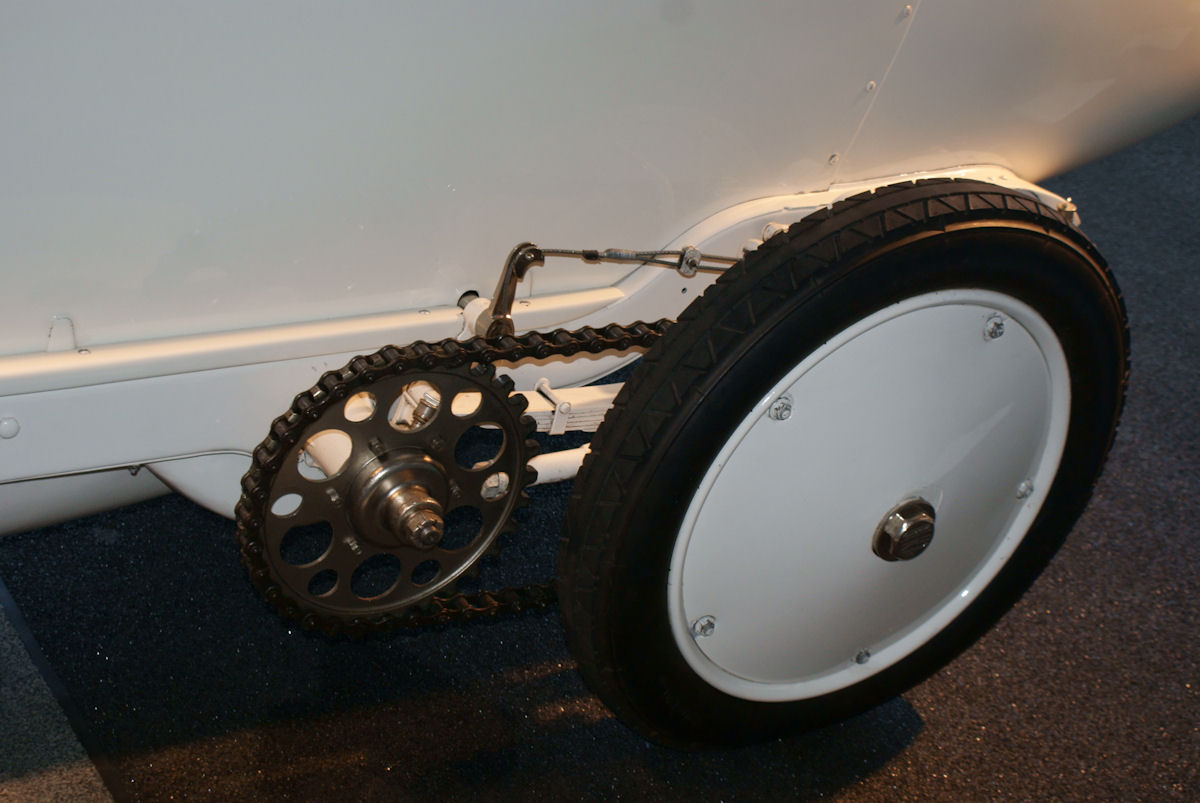
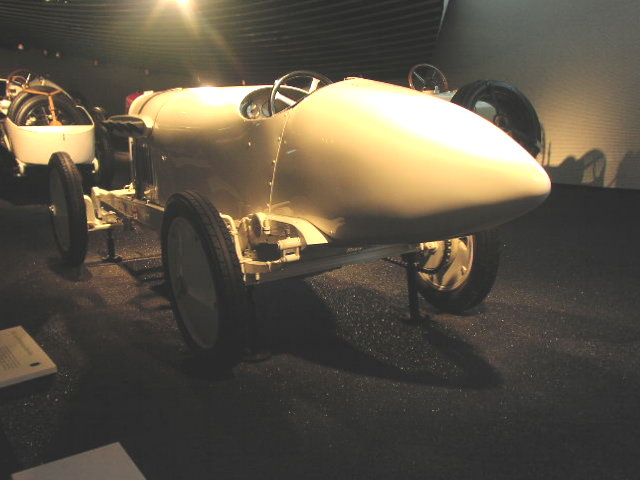

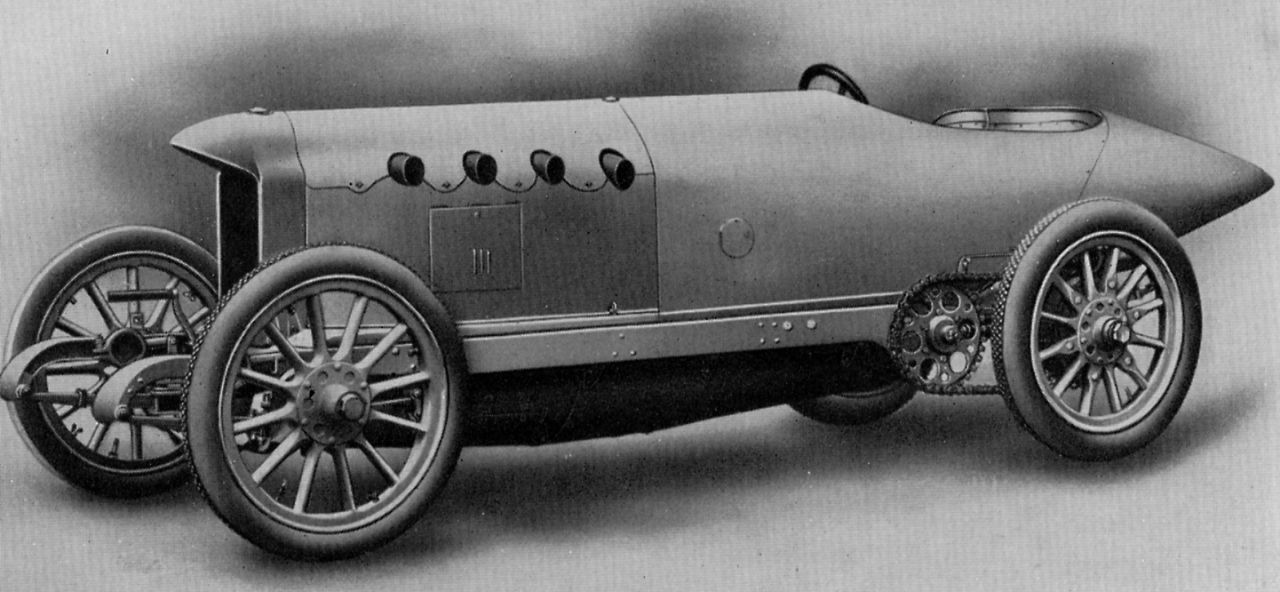
La Blitzen-Benz utilisée par Burmann ici en 1911, pour atteindre les 228.1 kilomètres de moyenne horaire à Daytona Beach.
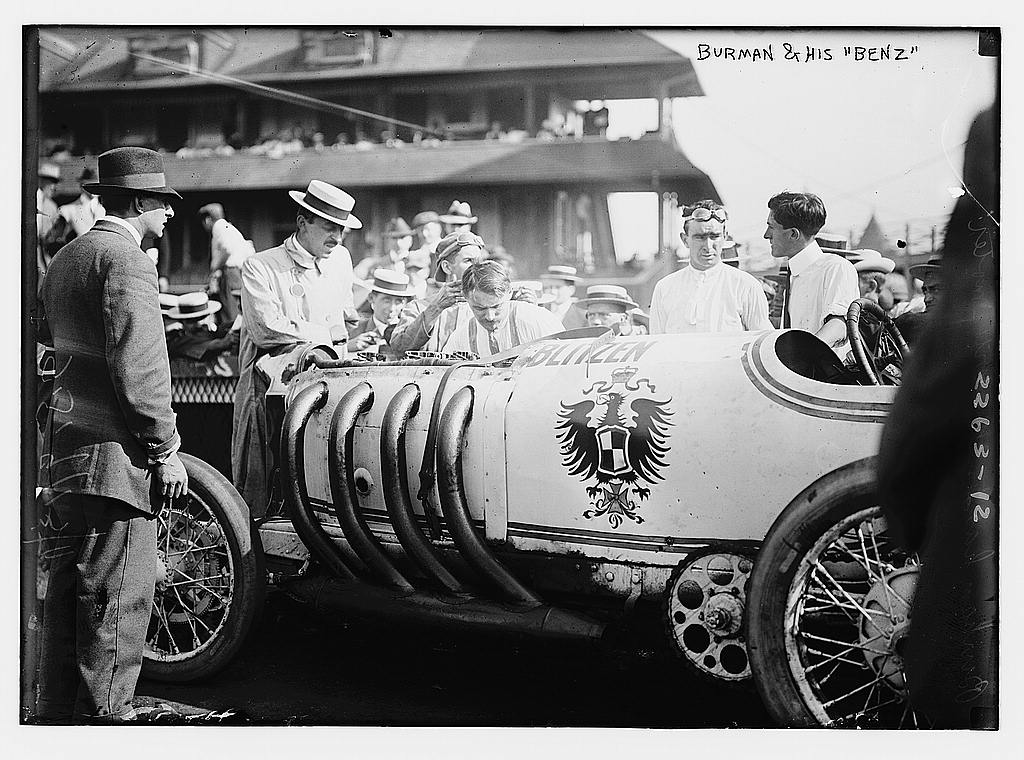
La Blitzen-Benz de Burman, 1911
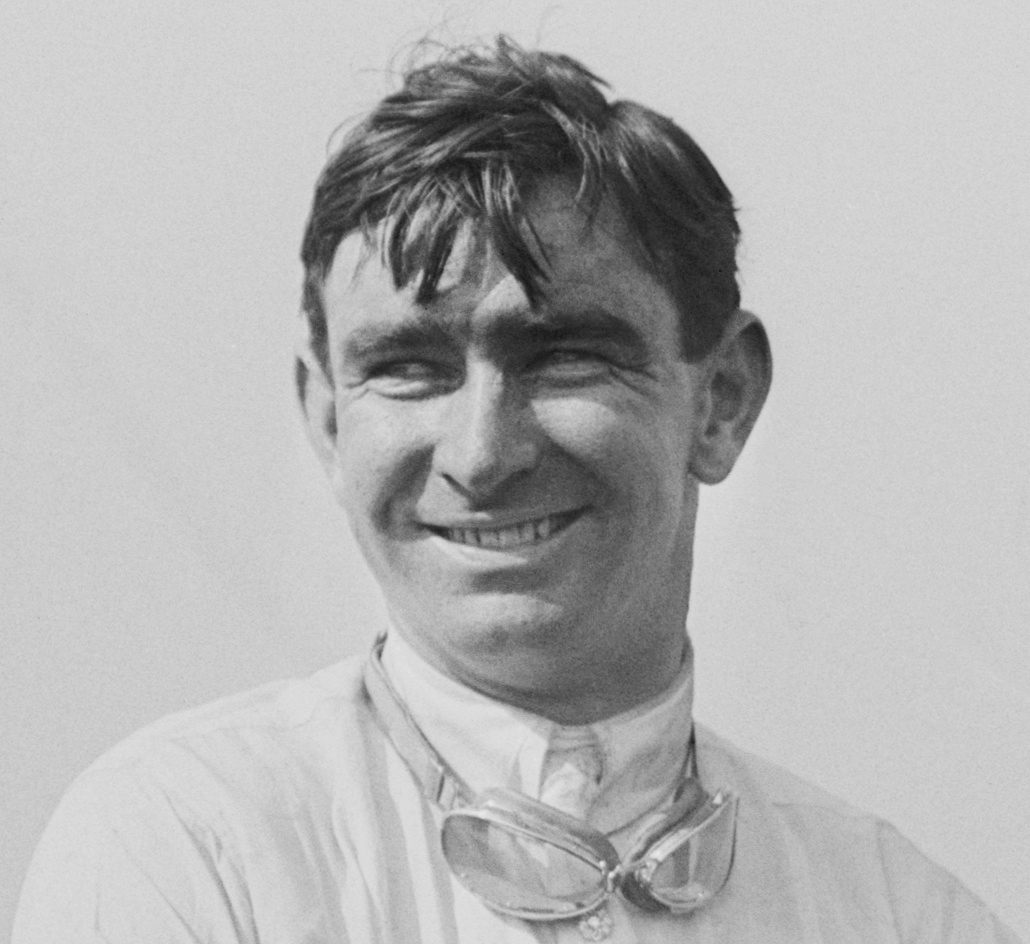
Bob Burman, à l'Indy 500 de 1911.
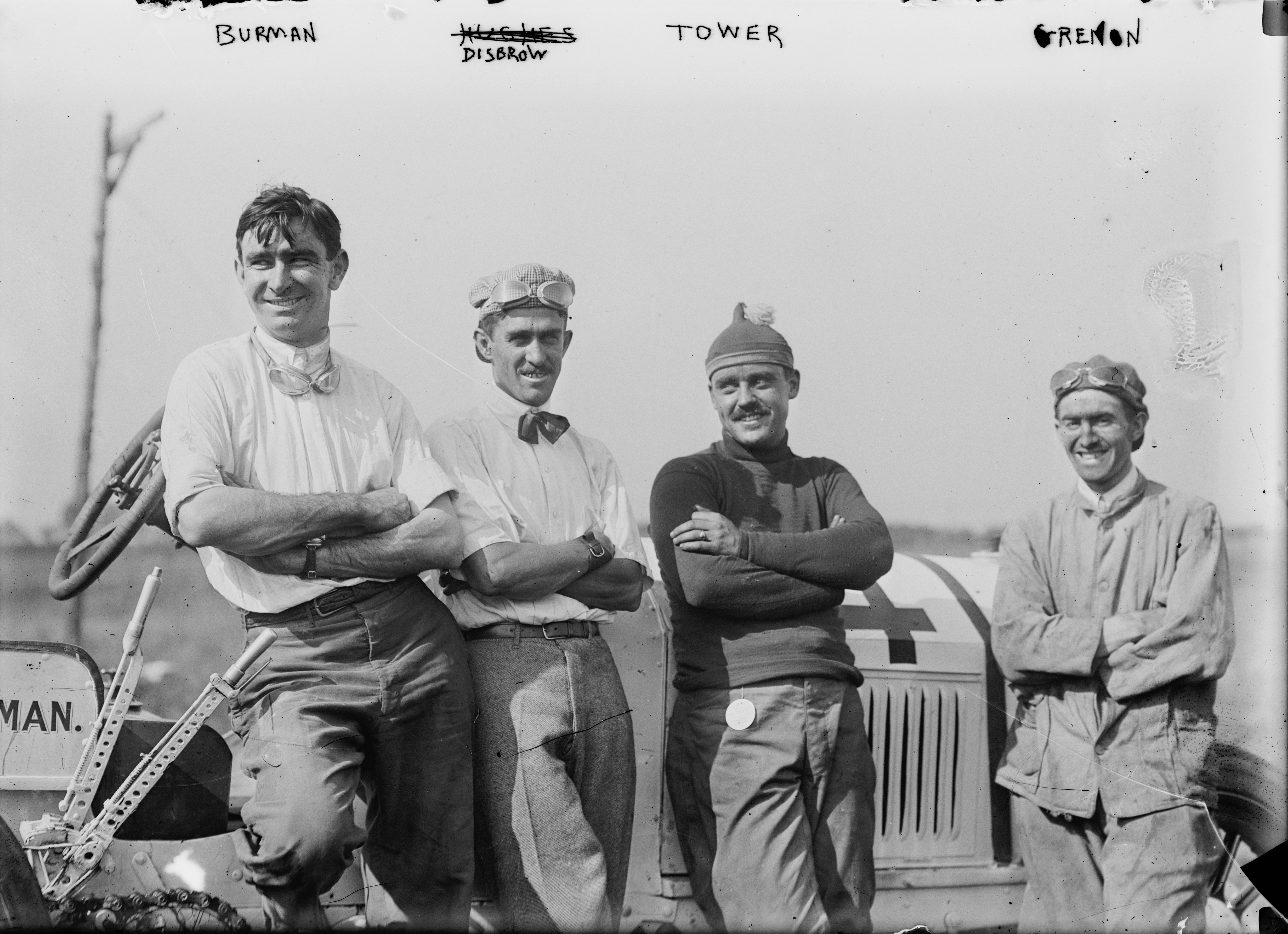
Burman, Louis Disbrow, Jack Tower et Joe Grennon (de G. à D.), toujours à l'Indy 500 de 1911.
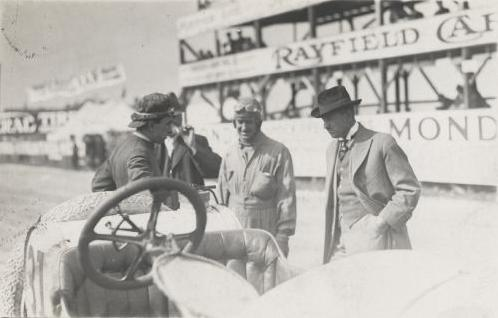
Burman et Caleb Bragg (le futur vainqueur), avant le Grand Prix des États-Unis de Milwaukee en 1912 (Burman 12e sur Benz, malgré un bris de piston).
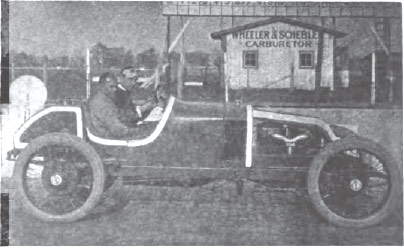
La Keeton de Burman, 11e en 1913 à l'Indy 500.
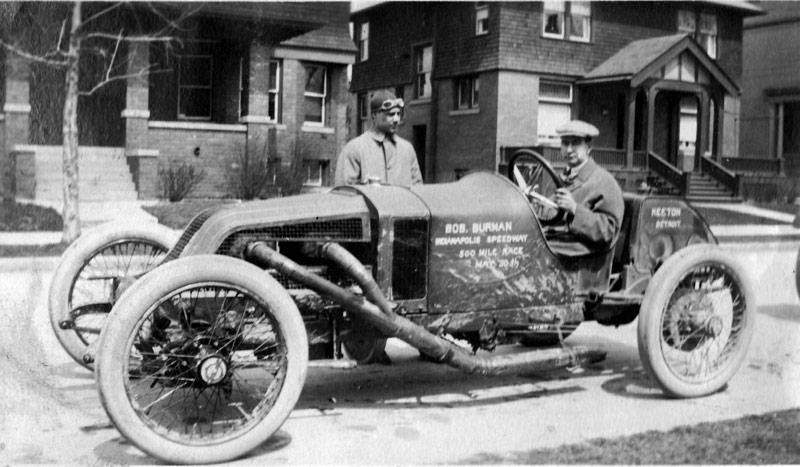
Bob Burman sur sa Keeton (marque de Detroit), toujours en 1913.